# Toyoko Inn

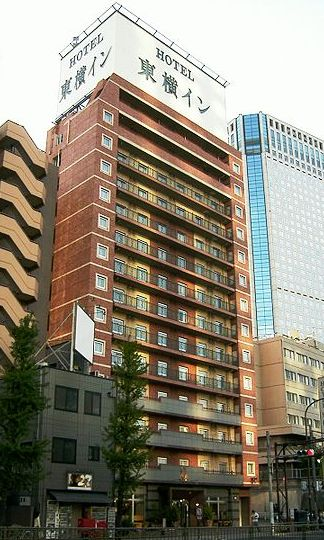
Toyoko Inn Shinagawa-eki Takanawa-guchi dans le quartier de Takanawa à Minato, Tokyo, près de la gare de Shinagawa.

Toyoko Inn Co., Ltd. (株式会社東横イン, Kabushiki Kaisha Tōyoko In) est une chaîne japonaise d'hôtels. La compagnie a son siège à Kamata, Ōta, Tokyo, entre le centre de Tokyo et Yokohama.

## Histoire
Toyoko Inn est fondé en 1986 par Norimasa Nishida. L'objectif de l'enseigne est de créer des établissements abordables, propres, et bien positionnés. L'entreprise choisit alors la proximité des gares pour affirmer son positionnement. Les hôtels Toyoko Inn se sont multipliés dans les années 1990.
En 2008, Toyoko Inn ouvre son premier hôtel en Corée du Sud. En 2010, Toyoko Inn annonce son intention d'ouvrir aux États-Unis, à New York, avec de petites chambres et les prix les plus bas de la ville. Le projet est toujours en développement en 2017. Le nouveau Toyoko Inn de Chicago dont la construction est lancée mi-2018, est toujours un terrain vague sans fondations un an plus tard. En janvier 2018, Toyoko Inn rachète au journal The Registry un emplacement de parking à Seattle en vue de le convertir en hôtel. En juillet 2018, le groupe annonce son intention d'ouverture son premier hôtel en Grande-Bretagne (à Manchester, sur un terrain racheté en 2014, puis à Dublin quelques mois plus tard. En décembre 2018, Toyoko Inn annonce l'ouverture prochaine de son premier hôtel en Russie (Moscou), puis en février 2019, l'ouverture prochaine de son premier hôtel en Italie (Milan).
Le premier hôtel Toyoko en France ouvre en mai 2018 à Marseille dans un immeuble en forme parallélépipédique. Ses salles de bain sont dotées d'un WC lavant japonais,.
En mars 2019, le groupe hôtelier commence à donner des cours de japonais à ses employés aux Philippines pour préparer leur transfert au Japon.

## Description
Le nom Toyoko est un mot-valise de Tokyo et Yokohama. Toyoko Inn gère des hôtels économiques : 243 hôtels au Japon, 6 en Corée du Sud, 1 au Cambodge, et 1 en France.
Toyoko Inn cible les voyageurs d'affaires domestiques avec l'essentiel du confort proches des lieux de transport pour des prix accessibles. 97% des hôtels de la chaîne sont dirigés par des femmes.
Le groupe compte plusieurs filiales qui l'appuient dans son développement :
- Toyoko Inn Denken (électricité et plomberie) crée en 1990.
- Toyoko Inn IT (gestion et développement informatique) crée en 1987.
- Toyoko Inn Architect (architecture) crée en 2006.
- Toyoko Inn Economy Hotel Planning & Development (propection immobilière) crée en 2013.

## Gouvernance
- Président : Kenji Watanabe
- CEO : Maiko Kuroda (fille du fondateur)
- Directeur exécutif : Koji Toyomasu